# Guizzardi
Guizzardi is een Italiaans historisch merk van motorfietsen
De bedrijfsnaam was: Fratelli Guizzardi (Torino
De gebroeders Guizzardi begonnen in 1927 met de productie van lichte motorfietsen. Het waren voor die tijd moderne 124- en 174cc-modellen die al kopklepmotoren hadden. De productie eindigde echter in 1932.